# Рівне (Генічеський район)
Рі́вне (крим. Orta-Oba) — село в Україні, у Генічеській міській громаді Генічеського району Херсонської області. Населення становить 1447 осіб.
Село тимчасово окуповане російськими військами 24 лютого 2022 року.

## Географія
Село лежить за 25 км на північ від районного центру, за 5 км від залізничної станції Партизани на лінії Мелітополь — Джанкой та за 11 км від автошляху Москва — Сімферополь.

## Історія
Історію Рівного і всіх навколишніх сіл, слід розпочинати з 1920 року, бо доти на обширних землях, що належали поміщикові Рикону, а пізніше колоністу Люму, були лише невеликі безземельні хутори, куди приїздили на сезонні роботи, «Від Миколи до Покрова», наймані робітники, котрі за копійчини, по 12-14 годин на добу, гнули спину на нелюбих панських ланах.
у 1920 році у цих місцях з'явилася група демобілізованих бійців Першої Кінної армії І.Ковальов, М.Четвериков, І.Рибкін, С.Слишик, М.Клименко, П.Пивоваров та інші. Порадившись, вирішили відразу ж господарювати по новому — створити комуну. Так у степах Таврії виникло одне з перших на Україні колективних господарств — комуна «Рівність». Звідки і одержало назву село Рівне.
У 1925 році з комуною «Рівність» об'єдналася комуна «Праця незаможника», яка мала: 6 молотарок, 4 косарки, 7 снопов'язалок, 7 бричок, а також кілька плугів, борін тощо. До складу комуни входило 20 сімей, з них 16 були членами комітету незаможних селян, в їх розпорядженні, крім згаданого інвентарю, не було ніяких засобів і все ж восени 1922 року було посіяно 17 десятин жита і 1,5 десятин пшениці. Зібрано врожаю ледь вистачило для того, щоб забезпечити насінням для наступної сівби та прохарчуватись.
З державного фонду «Праця незаможника» одержала кредит у сумі 1500. карбованців. На ці гроші в розстрочку придбано трактор «Фордзон» і чотирикорпусний плуг. Колгоспники одержали можливість обробляти 500 десятин землі. Справи в них пішли значно краще. Об'єднавшись дві комуни «Рівність» і «Праця незаможника» мали назву комуна «Рівність», яка уже у 1925 році порушила клопотання про відкриття училища перших чотирьох ступеней і асигнувала на її будівництво 4 тисячі карбованців. У 1930 році, комуна була перетворена у колгосп, але він довго ще іменувався як артіль комуна.
Під час організованого радянською владою Голодомору 1932—1933 років помер щонайменше 1 житель села.
У 1938 році були встановлені дружні зв'язки між колгоспниками Генічеського району Запоріжської області і Махарадзівського району Грузинської PCP.
Ініціаторами цього змагання виступили колгоспники села Рівного. Спершу було налагоджене листування колгоспників села Шрома Махарадзівського району Грузинської PCP і села Рівне Генічеського району Української PCP, де розповідалось про своє життя, а також про успіхи досягнуті за роки Радянської влади. Невдовзі голови колгоспів села Рівне — депутат Верховної Ради СРСР Ф. М. Клименко (нині померлий) та села Шрома — М. П. Орагвелідзе (нині — Герой Соціалістичної праці, голова того ж колгоспу) зустрілися в Москві і домовилися про укладення договору про соціалістичне змагання.
Незабаром у Рівне прибула делегація Грузинських колгоспників, на чолі з головою колгоспу села Шрома М. П. Орагвелідзе. На зустрічі делегації голова артілі села Рівне, товариш Клименко Ф. М., говорив: "Наш колгосп — багате і міцне господарство. На наших полях працює 17 тракторів, 8 комбайнів. Колгоспне стадо налічує 11 тисяч голів овець-меріносів і понад півтори тисячі великої рогатої худоби. Торік наші доярки надоїли мільйон літрів молока. Ми здали державі 20 тис. кілограмів вовни і 13 тисяч кілограмів м'яса і жиру. Грошовий прибуток року досяг трьох з половиною мільйонів карбованц в Правління колгоспу вирішило передати грузинським друзям в подарунок трьох коней в тому числі чистопородного орловського рисака «Пробіг». В Грузію також були відправлені високопродуктивні корови і свині. Цим саме українські колгоспники сприяли розвиткові тваринництва у братній республіці.
У свою чергу шромівці допомогли друзям з Рівного підняти на новий рівень садівництво і виноградництво. Вони надіслали багато саджанців високоврожайних сортів винограду, грузинські спеціалісти-виноградарі допомогли закласти плантації.
У дружбі та наполегливому змаганні з грузинськими братами орденоносний колгосп села Рівного здобув славу кращого, передового колгоспу Української PCP. В 1940 році в артілі у середньому зібрано 19 центнерів з гектара зернових. Від кожної з 254 корів було надоєно 3500 літрів молока, від свиноматки одержано 19 поросят, від 100 вівцематок — 120 ягнят, настриг вовни на одні вівцю становив 4 кг. Тільки за 4 роки колгосп здав державі 415900 пудів, м'яса -145500 пудів, вовни -2769 пудів, молока 580700 літрів.
Починаючи з 1969 року, колгосп широким показом демонстрував свої досягнення у павільйоні Української PCP на Всесоюзній сільськогосподарській виставці. Головвиставком нагородив його дипломом 1 ступеню, автомашиною і грошовою премією 10 тисяч карбованців.
13 травня 2014-го поблизу села Рівного Генічеського району у часі навчань, що мали на меті посилити охорону південної ділянки Державного кордону України, при пересуванні підрозділу з однієї позиції на іншу сталася пожежа й вибух в одній з самохідних гаубиць. Загинули Віктор Верещак та Володимир Котвіцький, Роман Огурківський зазнав важких опіків — 85 % шкіри.
12 червня 2020 року, відповідно до Розпорядження Кабінету Міністрів України № 726-р «Про визначення адміністративних центрів та затвердження територій територіальних громад Херсонської області», увійшло до складу Генічеської міської громади.
17 липня 2020 року, в результаті адміністративно-територіальної реформи та ліквідації  колишнього Генічеського району увійшло до складу новоутвореного Генічеського району.

## Сьогодення
В селі працюють п'ять сільськогосподарських господарств та 13 фермерських. Працюють такі установи: Сільська рада, школа, Дитячий садок «Веселка», Будинок культури, Лікарня, Музична школа, Відділ зв'язку, Дві бібліотеки та два фельдшерських пункти, Аптека, Комбікормовий завод, Храм Різдва Христова, Музей «Дружби», Міжшкільний комбінат, комунальне господарство «Обрій», філіал з Рукопашного бою. Маємо 9 магазинів

## Населення
Згідно з переписом УРСР 1989 року чисельність наявного населення села становила 1569 осіб, з яких 738 чоловіків та 831 жінка.
За переписом населення України 2001 року в селі мешкали 1434 особи.

### Мова
Розподіл населення за рідною мовою за даними перепису 2001 року:
| Мова       | Відсоток |
| ---------- | -------- |
| українська | 89,43 %  |
| російська  | 9,54 %   |
| білоруська | 0,41 %   |
| вірменська | 0,07 %   |
| молдовська | 0,07 %   |
| інші       | 0,48 %   |